# Тегешевське сільське поселення
Теге́шевське сільське поселення (рос. Тегешевское сельское поселение) — муніципальне утворення у складі Урмарського району Чувашії, Росія. Адміністративний центр — присілок Тегешево.

## Населення
Населення — 916 осіб (2019, 1100 у 2010, 1288 у 2002).

## Склад
До складу поселення входять такі населені пункти:
| Населений пункт         | Населення, осіб (2002) | Населення, осіб (2010) |
| ----------------------- | ---------------------- | ---------------------- |
| Козильяри, присілок     | 467                    | 370                    |
| Нове Муратово, присілок | 179                    | 139                    |
| Тегешево, присілок      | 642                    | 591                    |